# Chotěnov-Skláře
Chotěnov-Skláře (németül: Flaschenhütte) Mariánské Lázně településrésze Csehországban a Karlovy Vary-i kerület Chebi járásában. A városközponttól 4,5 km-re délkeletre fekszik. A 2001-es népszámlálási adatok szerint 55 lakóháza és 96 lakosa van.